# La Homa (Teksas)
La Homa je naseljeno mjesto za statističke potrebe u američkoj saveznoj državi Teksas. Prema popisu stanovništva iz 2010. u njemu je živjelo 11.985 stanovnika.